# Korčula
Korčula este un oraș în cantonul Dubrovnik-Neretva, Croația, având o populație de 5.663 de locuitori (2011). Orașul era în antichitate o fortificație pe coasta protejată din est, principalul port întâlnind peninsula Pelješac (Sabioncello), separat fiind de strâmtoarea Pelješac, cu lățimea între 900 și 3.000. Pe insulă se află și orașele Vela Luka și Blato, precum și alte așezări. Populația sa de 16.000 locuitori (2001), o face una dintre cele mai populate insule ale Adriaticii, deși acest număr a fost în continuă scădere pe parcursul secolului trecut.

## Demografie
Componența etnică a orașului Korčula
     Croați (95,74%)
     Necunoscut (0,72%)
     Neclasificat (2,72%)
Componența confesională a orașului Korčula
     Catolici (87,39%)
     Fără religie și atei (6,15%)
     Ortodocși (1,32%)
     Necunoscută (3,18%)
     Alte religii (1,94%)
Conform recensământului din 2011, orașul Korčula avea 5.663 de locuitori. Din punct de vedere etnic, majoritatea locuitorilor (95,74%) erau croați. Apartenența etnică nu este cunoscută în cazul a 0,72% din locuitori. Din punct de vedere confesional, majoritatea locuitorilor (87,39%) erau catolici, existând și minorități de persoane fără religie și atei (6,15%) și ortodocși (1,32%). Pentru 3,18% din locuitori nu este cunoscută apartenența confesională.